# Epargyreus
Epargyreus este un gen de fluturi din familia Hesperiidae. 

## Specii
- Epargyreus antaeus
- Epargyreus aspina
- Epargyreus barisses
- Epargyreus brodkorbi
- Epargyreus clarus
- Epargyreus clavicornis
- Epargyreus deleoni
- Epargyreus enispe
- Epargyreus exadeus
- Epargyreus nutra
- Epargyreus socus
- Epargyreus spanna
- Epargyreus spina
- Epargyreus spinosa
- Epargyreus spinta
- Epargyreus tmolis
- Epargyreus windi
- Epargyreus zestos [1]